# Jonathan Legear
Jonathan Legear (ur. 13 kwietnia 1987 w Liège) – belgijski piłkarz występujący na pozycji pomocnika. Od 2020 roku jest zawodnikiem klubu URSL Visé.

## Kariera klubowa
Legear karierę rozpoczynał w wieku 8 lat w juniorskiej ekipie klubu JS Thier-à-Liège. W 1998 roku przeszedł do juniorów Standardu Liège, gdzie grał przez kolejne pięć lat. W 2003 roku trafił do kadry juniorskiej Anderlechtu, a rok później został włączony do jego pierwszej drużyny. W pierwszej lidze belgijskiej zadebiutował 11 września 2004 w pojedynku z KV Oestende. Wszedł wówczas na boisko w 70. minucie meczu, zmieniając Gorana Lovré, a w 88. minucie strzelił gola, ustalającego wynik spotkania na 3:1. W Anderlechcie od czasu debiutu pełni na ogół rolę rezerwowego. W 2005 roku wywalczył z klubem wicemistrzostwo Belgii. Rok później zdobył z Anderlechtem mistrzostwo Belgii i Superpuchar Belgii. W 2007 roku ponownie sięgnął wraz z zespołem po te trofea. W 2008 roku jego klub wygrał Puchar Belgii. W 2010 roku wywalczył mistrzostwo Belgii.
W 2011 roku za 4,5 mln euro Legear przeszedł do Tereka Grozny. W 2014 roku został zawodnikiem KV Mechelen. Następnie był piłkarzem takich klubów jak Blackpool i Standard Liège. W 2017 przeszedł do Sint-Truidense VV. W 2019 grał w klubie Adana Demirspor, a w 2020 przeszedł do URSL Visé.

## Kariera reprezentacyjna
Legear jest byłym reprezentantem Belgii U-19 oraz U-21. W dorosłej reprezentacji zadebiutował 8 października 2010 w wygranym 2:0 meczu eliminacji Euro 2012 z Kazachstanem.